# 塩塚古墳
塩塚古墳（しおづかこふん）は、奈良県奈良市歌姫町・佐紀町に所在する前方後円墳。佐紀盾列古墳群の1基であり、国の史跡に指定されている。

## 概要
塩塚古墳は大古墳の群在する佐紀盾列古墳群の中では位置的に見て西側のグループ（西群）に属しているが、西群の佐紀陵山古墳や佐紀石塚山古墳などとは南北を貫く谷を隔てた東側に所在している。付近には本古墳を始め衛門戸丸塚古墳(45m)、オセ山古墳(50m)、佐紀瓢箪山古墳(96m)、猫塚古墳(110m)など佐紀盾列古墳群では中規模クラスの古墳が多く所在する。1956年に当古墳が果樹園として開墾されることになり奈良県立橿原考古学研究所によって後円部を中心に発掘調査されている。その後、1973年には古墳を削平して開発する計画があったが、奈良県教育委員会の努力により地主側が保存に同意し、1975年に国の史跡に指定された。1979年からは保存のための発掘調査と環境整備事業が行われている。

### 墳丘
後円部を北とし、墳丘規模は全長105メートル、後円部径70メートル、前方部幅55メートル、高さは後円部9メートル、前方部1.5メートルをはかる。前方部は後円部と較べ異常に低く平坦であり、奈良時代の瓦が出土しているので、後世に削平されて建物が建てられていた可能性がある。奈良時代、この付近には平城宮に属する苑池の松林苑があり、当古墳もその敷地に取り込まれていたと考えられる。なお墳丘の調査では埴輪や葺石は検出されていない。段築はトレンチ調査により2段築成ではないかと推定される。周濠（堀）は前方部にはなく、後円部を中心に馬蹄形に存在し、水をたたえていた様子はない。

### 後円部埋葬施設
1956年の後円部での発掘調査では主軸を南北に向けた粘土槨が検出されている。粘土槨中央部は盗掘により遺存しなかったが、その両端部が残されており、全長6.80メートル、幅は北部で1.45メートル、南部で1.30メートルであることが確認された。粘土槨内には木棺の痕跡が残されており、その大きさは全長6.35メートル、北部の幅63センチ、南部で幅65センチであった。遺物は盗掘により原位置をすべて失っていたが鉄剣2、鉄刀子（残欠）1、蕨手刀子4、鉄斧15、鉄鎌9が出土している。この粘土槨は後円部の中心よりやや東よりで検出されているので、他にもう1つ埋葬施設が並列している可能性も指摘されている。